# أرنولد هاغ
أرنولد هاغ (بالإنجليزية: Arnold Hague)‏ هو جيولوجي أمريكي، ولد في 3 ديسمبر 1840 في بوسطن في الولايات المتحدة، وتوفي في 14 مايو 1917 في واشنطن العاصمة في الولايات المتحدة.